# 2380 Heilongjiang
2380 Heilongjiang eller 1965 SN är en asteroid i huvudbältet som upptäcktes den 18 september 1965 av Purple Mountain-observatoriet i Nanjing, Kina. Den är uppkallad efter den kinesiska provinsen Heilongjiang.
Asteroiden har en diameter på ungefär 6 kilometer.